# NGC 5978
NGC 5978 (również PGC 55838) – galaktyka spiralna (Sa), znajdująca się w gwiazdozbiorze Wagi. Odkrył ją 10 czerwca 1885 roku Francis Leavenworth.